# Rolex Learning Center

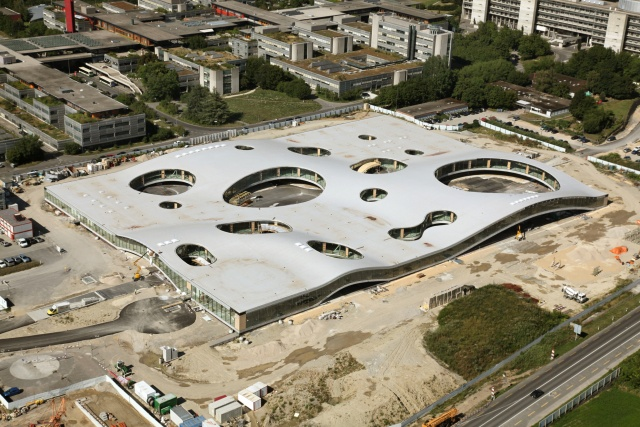
Rolex Learning Center

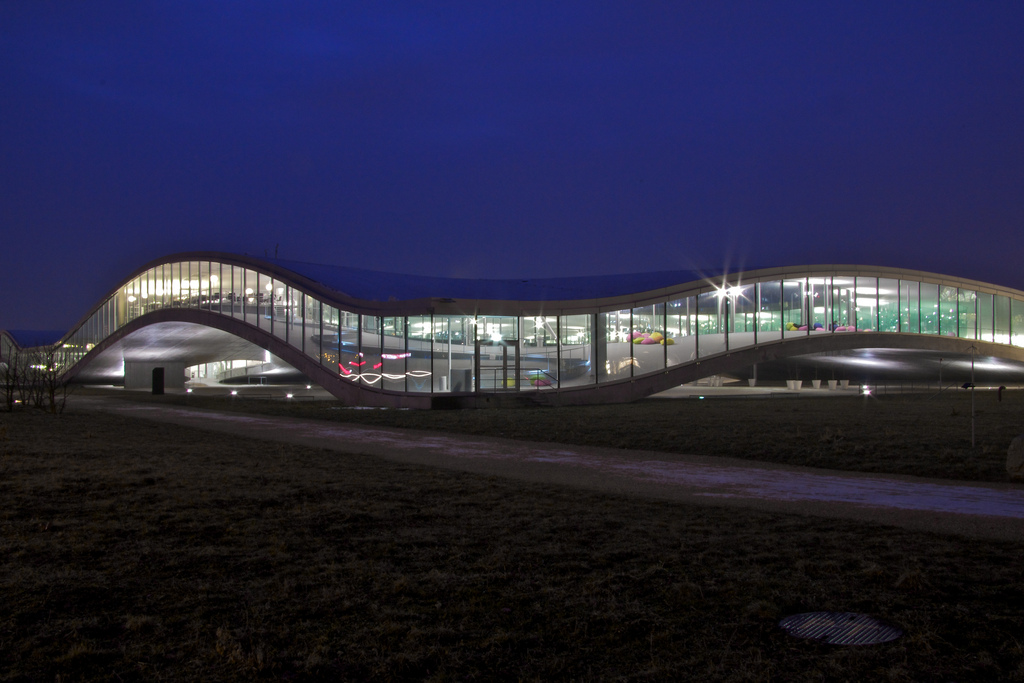

Rolex Learning Center – zaprojektowane przez biuro architektoniczne SANAA centrum edukacyjne,  stanowiące część kampusu Politechniki Federalnej w Lozannie. Budynek ma 37 000 m² powierzchni, tworzy go żelbetowa płyta podłogowa i płyta dachowa z drewna i stali. Całość ma falującą formę, nawiązującą do szwajcarskiego krajobrazu. W centrum edukacyjnym znajdują się m.in. biblioteka na 500 000 tomów, miejsca do prowadzenia badań i nauki, restauracje, kawiarnie i zewnętrzne patia. Budynek otwarto 22 lutego 2010 roku (jednak oficjalna uroczystość otwarcia odbyła się w maju tego roku). Obecnie korzysta z niego ok. 4 tysięcy naukowców i 7 tysięcy studentów. 
W 2010 roku na 12. Międzynarodowym Biennale Architektury w Wenecji zaprezentowano poświęconą budynkowi instalację wideo autorstwa niemieckiego reżysera Wima Wendersa zatytułowaną If Buildings Could Talk.